# فيرانجيز عليزاده
فيرانجيز علي أغا قيزي عليزاده (بالأذربيجانية: Firəngiz Əlizadə) - هي ملحنة أذربيجانية شهيرة، فنانة اليونسكو للسلام، فنانة الشعب في جمهورية أذربيجان (2000)، بروفيسورة، رئيسة اتحاد الملحنين الأذربيجانيين.

## سيرتها وحياتها

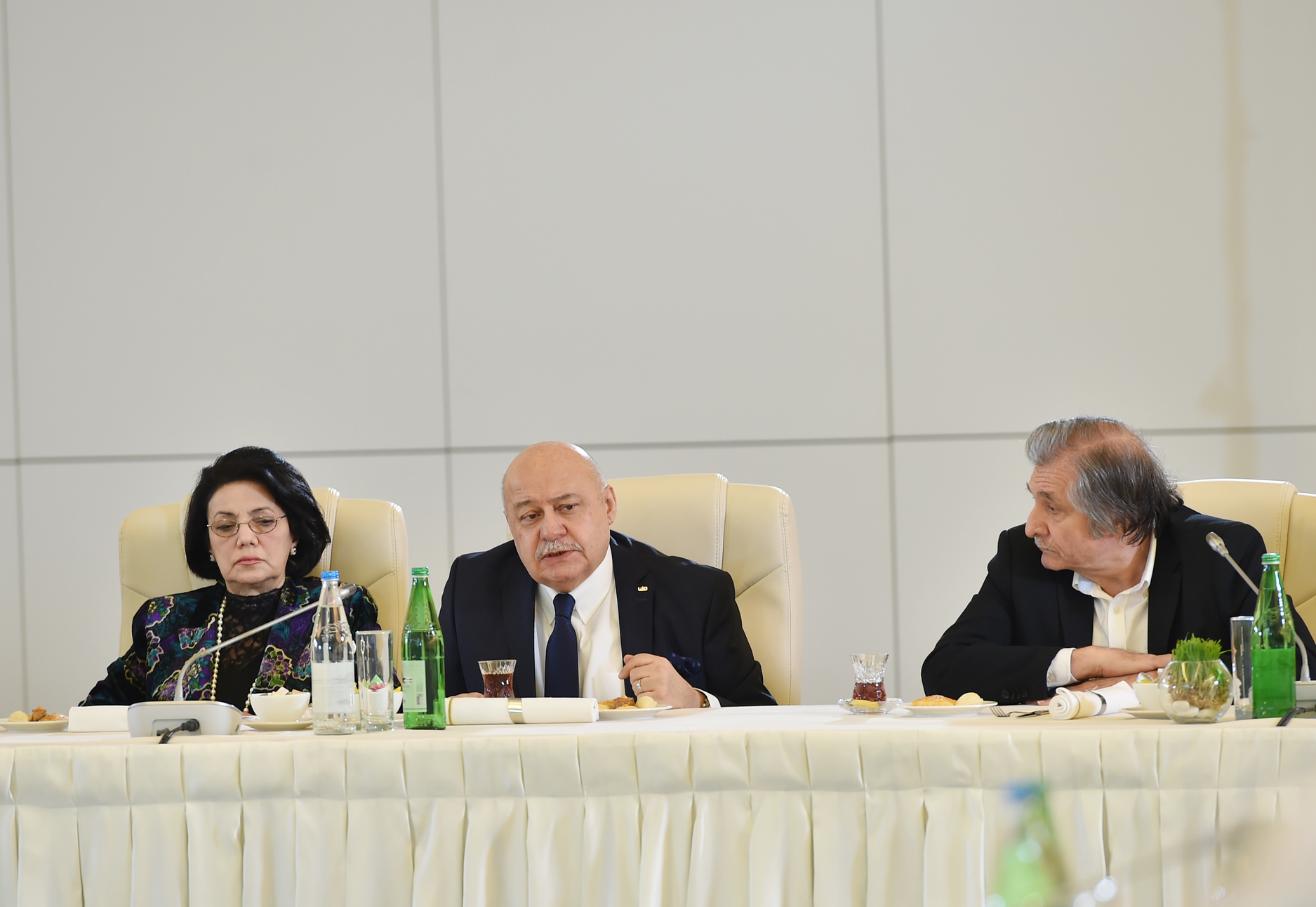
لقاء شخصيات ثقافية وفنية مع الرئيس

ولدت فيرانجيز عليزاده في 28 مايو، عام 1947 في مدينة باكو.
أتمت المرحلة الثانوية في مدرسة الموسيقى على التابعة المعهد الموسيقي الأذربيجاني، عام 1968-1972.
و بجانبه تدرست فيرانجيز عليزاده في المعهد الموسيقي الأذربيجاني على تخصصين البيانو والتركيب.
تخرجت على تخصص البيانو من فئة قار قاراييف، عام 1972 وعلى تخصص البيانو من فئة أورفن خليلوف بشهاد تفوق.
فيرانجيز عليزاده هي مؤلفة عدد من الأعمال الموسيقية في أنواع فنية مختلفة:
الأوبرا «توقع» و«إسمك البحر»، الباليه «مهد فارغ» وأعمال أداتي «اوازيس»، «درويش»، «ابشيرون».
فيرانجيز عليزاده هي عضو في اتحاد المؤلفين الأذربيجانيين والاتحاد السوفيتي منذ عام 1974 وتم انتخاب رئيسة اتحاد المؤلفين الأذربيجانيين منذ 2007.

## جوائزها
- وسام شهرة (أذربيجان) - 25 مايو عام 2007
- وسام "شرف" - 22 مايو عام 2017
- فنانة الشعب في جمهورية أذربيجات - 28 أكتبرا، عام 2000
- لقب الفخري «فنان سلام» لليونسكو - عام 2007
- غضو مراسل لأكاديمية العلوم الوطنية الأذربيجانية - 2017

## وصلات خارجية
- فيرانجيز عليزاده على موقع ميوزك برينز (الإنجليزية)
- فيرانجيز عليزاده على موقع ديسكوغز (الإنجليزية)

https://www.youtube.com/watch?v=x2z9X4NINaw